# Sylvain Toulze
Sylvain (Pierre Jacques) Toulze, né le 9 janvier 1911 à Gréalou et mort le 15 mai 1993 à Trespoux-Rassiels, est un prêtre catholique français et poète occitan.

## Biographie
Né au Cayre sur la commune de Gréalou dans le Lot, il est adopté comme pupille de la nation le 21 septembre 1918.
Il est ordonné prêtre du diocèse de Cahors et est curé de Trespoux-Rassiels entre 1939 et 1991. En 1933, il a reçu le Prix Pujol de 500 francs pour son poème La canson de la crozada.  Alors qu'il était prisonnier de guerre, il a reçu en 1943 le Grand Prix Fabien Artigues de 10 000 francs pour son recueil La Canta del Faidit. Il a été admis comme membre de l'Académie des jeux floraux. Il a été élu majoral du Félibrige en 1961, et a été le président de l'Escòla occitana de 1973 à 1989. Il a été aussi directeur des pèlerinages d'Occitanie à Lourdes de 1973 à 1989.
Sur invitation du professeur Edmond Jouve, Sylvain Toulze a participé en 1991 au colloque international de Payrac, organisé par l' Association des écrivains de langue française (ADELF), où il a fait une conférence sur Léon Lafage.
Il a légué ses livres et manuscrits à la Bibliothèque patrimoniale et de recherche du Grand Cahors, constituant ainsi le Fonds Sylvain Touze.

## Œuvres et publications
- Mistral et le peuple occitan, Castelnaudary, Société d'Éditions occitanes, 1931 (épuisé).
- La Canta del Faidit, poëmas, Cahors, Imprimerie Coueslant, 1954.
- "Le folklore occitan quercynois", Bulletin de la Société des Études du Lot, janvier-mars 1954, p. 33 et seq[7].
- À la recherche de Clément Marot, Cahors, Imprimerie Coueslant, 1962.
- Al clar des Temps / Couleur du temps', Poèmes occitans avec la traduction française, Aurillac, éditions Gerbert, 1968, in-16, 128 p.
- Cante que cante, Trespou, 1988, 71 p. (autoédition)[9]
- Comme mes songes vont, Poèmes français
- Au vent des jours, Proses et maximes
- Gafa per rire, Cronicas
- "Et si nous parlions de l'Occitanie", Bulletin de la Société des Études du Lot, juillet-septembre 1980
- "Léon Lafage", Actes du colloque francophone international de Payrac : Pierre Benoît, témoin de son temps, Paris, Albin Michel, 1991.

## Distinctions
L'abbé Sylvain Toulze fut nommé Chevalier de la Légion d'honneur en 1990.
En son honneur, une place porte son nom dans son village natal, Gréalou. La plaque « Plaça de l'Abat Sylvan Toulze » fut inaugurée à l'occasion de son centenaire en 2011.